# 26 avril 1937
Le lundi 26 avril 1937 est le 116e jour de l'année 1937.

## Naissances
- Bob Boozer (mort le 19 mai 2012), joueur de basket-ball américain
- Charlie Kiéfer (mort le 6 octobre 2012), dessinateur de bandes dessinées
- Gareth Gwenlan (mort le 9 mai 2016), producteur et réalisateur britannique
- Ivan Renar, personnalité politique française
- Jean-Pierre Beltoise (mort le 5 janvier 2015), pilote automobile
- Jean Mailland (mort le 9 mai 2017), poète français
- Karl Korab, peintre autrichien
- Kléber Haye, personnalité politique française
- Manga, footballeur brésilien
- Solomon Rossine, peintre russe
- Vladimír Valach (mort le 5 mars 2006), banquier et diplomate slovaque

## Décès
- Béla von Kehrling (né le 25 janvier 1891), joueur de tennis hongrois

## Événements
- Entrée du royaume d'Égypte à la SDN.
- Espagne : bombardement de Guernica au Pays basque espagnol par l’aviation allemande de la légion Condor : 1 500 morts. Commencé à 16h40 le bombardement durera trois heures et détruira entièrement la ville. Ce drame inspira à Pablo Picasso un de ses plus célèbres tableaux.
- René Iché sculpte Guernica le jour même du drame et refuse de l'exposer même en galerie.